# HR 5183 b

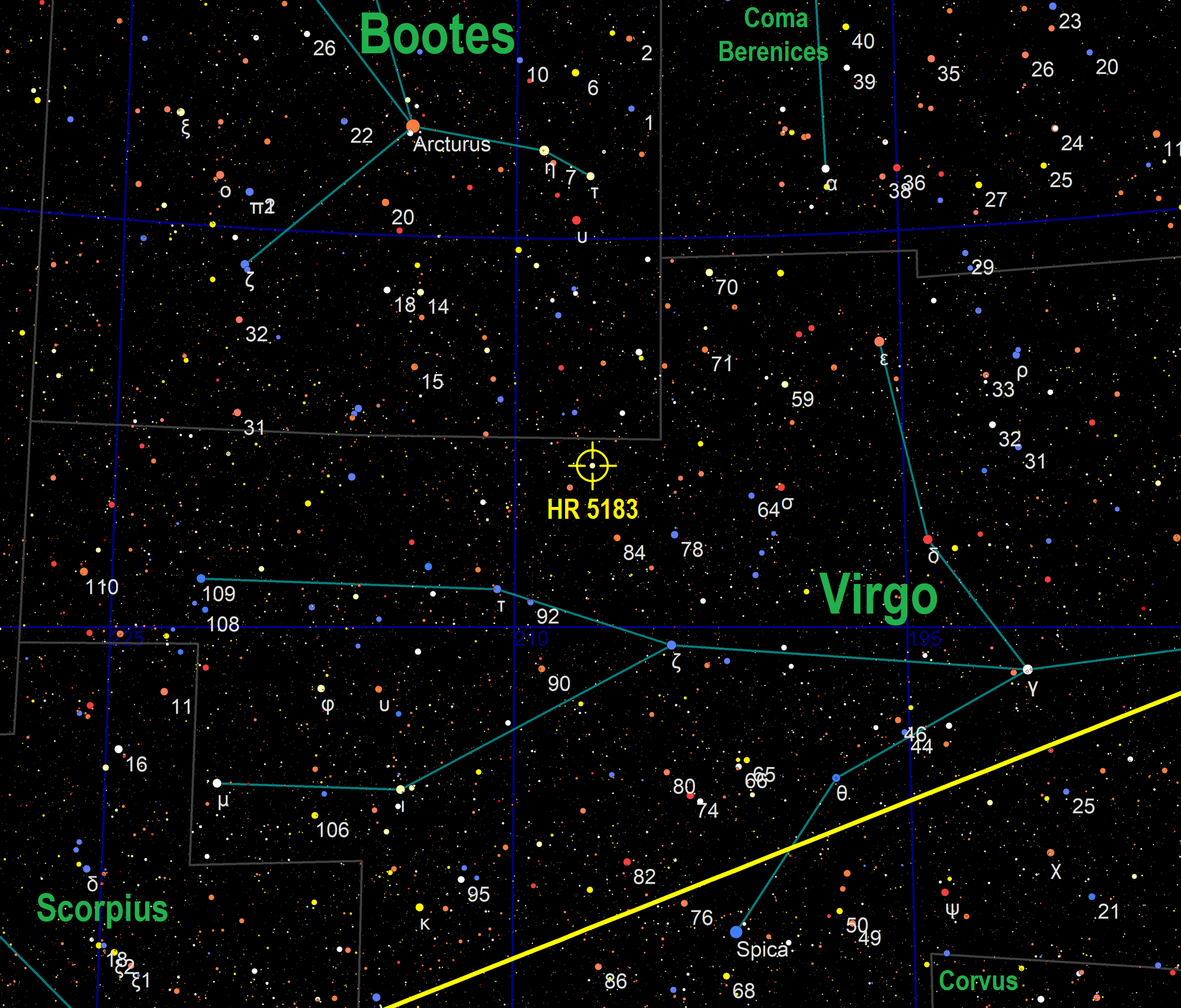
Mapa pokazująca lokalizację gwiazdy HR 5183 o jasności 6,3 mag. w Pannie

HR 5183 b – egzoplaneta znajdująca się w odległości 102,7 lat świetlnych w gwiazdozbiorze Panny krążąca wokół gwiazdy HR 5183. Minimalna masa planety jest szacowana na 3 masy Jowisza. Ma bardzo ekscentryczną (≃0,84) orbitę; gdyby krążyła ona wokół Słońca, w perygeum planeta ta znajdowałaby się 'wewnątrz' orbity Jowisza, natomiast w apogeum – poza orbitą Neptuna. To klasyfikuje ją jako tzw. ekscentrycznego Jowisza. Odkryto ją w 2019 roku na podstawie prowadzonych przez dwie dekady obserwacji prędkości radialnej. 